# Lista monumentelor istorice din județul Mureș - F

Simbol pentru monumentele istorice

Lista monumentelor istorice din județul Mureș - F cuprinde monumentele istorice înscrise în Patrimoniul cultural național al României și aflate în localități ce încep cu litera F din județul Mureș.
Lista completă este menținută și actualizată periodic de către Ministerul Culturii, Cultelor și Patrimoniului Național din România, prin intermediul Institutului Național al Patrimoniului, ultima versiune datând din 2015. Această listă cuprinde și actualizările ulterioare, realizate prin ordin al ministrului culturii.
| Cod LMI                          | Denumire                                    | Localitate                       | Localizare               | Datare, Creatori  | Imagine               | Erori             |
| -------------------------------- | ------------------------------------------- | -------------------------------- | ------------------------ | ----------------- | --------------------- | ----------------- |
| MS-II-m-A-15670 (RAN: 116803.04) | Biserica reformată                          | sat Fântânele; comuna Fântânele  | 66 46.12527°N 24.81805°E | sec. XIII - XVIII | Alte imagini          | Raportează eroare |
| MS-II-m-A-15671 (RAN: 116803.03) | Casa Lazar                                  | sat Fântânele; comuna Fântânele  | Str. Principală 81-82    | sec. XVIII        | Încarcă foto \| video | Raportează eroare |
| MS-II-m-B-15672 (RAN: 116803.02) | Casă                                        | sat Fântânele; comuna Fântânele  | Str. Principală 83       | înc. sec. XIX     | Încarcă foto \| video | Raportează eroare |
| MS-II-a-A-15674                  | Ansamblul bisericii evanghelice fortificate | sat Filitelnic; comuna Bălăușeri | 98                       | sec. XV - XVIII   | Alte imagini          | Raportează eroare |
| MS-II-m-A-15674.01               | Biserica evanghelică                        | sat Filitelnic; comuna Bălăușeri | 98                       | sec. XV - XVIII   |                       | Raportează eroare |
| MS-II-m-A-15674.02               | Incinta fortificată, cu turnurile           | sat Filitelnic; comuna Bălăușeri | 98                       | sec. XV - XVIII   |                       | Raportează eroare |
| MS-II-m-A-15674.03               | Casa parohială                              | sat Filitelnic; comuna Bălăușeri | 98                       | sec. XVII         |                       | Raportează eroare |
| MS-II-a-A-15673                  | Ansamblul bisericii reformate               | sat Filpișu Mare; comuna Breaza  | 146                      | sec. XIV - XVIII  | Alte imagini          | Raportează eroare |
| MS-II-m-A-15673.01               | Biserica reformată                          | sat Filpișu Mare; comuna Breaza  | 146                      | sec. XIV - XVII   |                       | Raportează eroare |
| MS-II-m-A-15673.02               | Turn-clopotniță din lemn                    | sat Filpișu Mare; comuna Breaza  | 146                      | sec. XVIII        |                       | Raportează eroare |